# Mulloidichthys vanicolensis
Mulloidichthys vanicolensis es una especie de peces de la familia Mullidae en el orden de los Perciformes.

## Morfología
Los machos pueden llegar alcanzar los 38 cm de longitud total.

## Distribución geográfica
Se encuentra desde el Mar Rojo hasta las Hawái, las islas Marquesas, las islas de la Sociedad y el sur del Japón.

## Hábitat
Es un pez de mar.